# Premio Gabriela Mistral
El Premio Gabriela Mistral o Premio Interamericano de Cultura Gabriela Mistral fue un galardón instituido en 1977 por la Organización de los Estados Americanos en honor a la poetisa chilena y premio Nobel de Literatura «con el propósito de reconocer a quienes han contribuido a la identificación y enriquecimiento de la cultura propia de América y de sus regiones o individualidades culturales, ya sea por la expresión de sus valores o por la asimilación e incorporación a ella de valores universales de la cultura».
Se podía premiar tanto a personas como instituciones, y se daba en tres categorías, que se iban alternando: "Literatura y Filosofía", "Ciencias y Artes Musicales" y "Ciencias y Artes Plásticas". Aunque creado a fines de los años 1970, el primer premio fue otorgado en 1984 al escritor argentino Ernesto Sabato y el último, que constaba de 30 000 dólares, fue entregado en 2000 en Mérida, que a la sazón era Capital Americana de la Cultura, al poeta peruano Antonio Cisneros.

## Lista de premiados
- 1984: Ernesto Sabato, Argentina, Artes Literarias.
- 1985: Robert Stevenson, Estados Unidos, Artes Musicales.[3]
  - Francisco Curt Lange, Uruguay, Artes Musicales.
- 1986: Alfredo Volpi, Brasil, Artes Plásticas.
- 1987: Leopoldo Zea, México, Artes Literarias.
- 1988: Juan Orrego Salas, Chile, Artes Musicales.
- 1990: Museo del Barro de Paraguay, dirigido por Carlos Colombino, Artes Plásticas.[4][5]
- 1991: Pablo Antonio Cuadra, Nicaragua, Artes Literarias.
- 1992: Blas Galindo, México, Artes Musicales.
- 1993: Francisco Brennand, Brasil, Artes Plásticas.
- 1994: Olga Orozco, Argentina, Artes Literarias.[6]
  - Gregorio Weinberg, Argentina, Filosofía.[6]
  - Francisco Miró Quesada Cantuarias, Perú, Filosofía.[6]
- 1996: Martin Carter, Guyana, Artes Literarias.
  - José Antonio Abreu, Venezuela, Artes Musicales.
- 1997: Marisol Escobar, Venezuela, Artes Plásticas.
- 1997: Alejandro Alayza, Perú, Arte.
- 2000: Antonio Cisneros, Perú, Artes Literarias.